# Gastroxya schoutedeni
Espèce
Gastroxya schoutedeni est une espèce d'araignées aranéomorphes de la famille des Araneidae.

## Distribution
Cette espèce se rencontre au Congo-Kinshasa, au Rwanda et au Burundi.

## Étymologie
Cette espèce est nommée en l'honneur d'Henri Schouteden.

## Publication originale
- Benoit, 1962 : Monographie des Araneidae-Gasteracanthinae africains (Araneae). Annales du Musée Royal de l'Afrique Centrale, vol. 112, p. 1-70.